# Choltice
Choltice (německy Choltitz) jsou městys s barokním zámkem v okrese Pardubice, kraj Pardubický. Leží asi 15 km jihozápadně od Pardubic a žije zde přibližně 1 200 obyvatel.

## Části městyse
- Choltice
- Ledec
- Podhorky
- Chrtníky

Od 1. ledna 1986 do 23. listopadu 1990 k městysi patřily i Poběžovice u Přelouče.

## Historie
První písemná zmínka o Cholticích je z roku 1285. Z Choltic pocházel rytířský rod Sedlnických z Choltic, ve 14. století se připomíná Lacembok z Choltic (vlastním jménem Jindřich z Chlumu a Košumberka) a koncem 15. století Choltičtí z Újezda. V 16. století panství koupili Gersdorffové z Gersdorffu, ale Štěpánovi z Geršdorfu byl statek kvůli účasti na stavovském povstání 1618–1620 zkonfiskován a prodán hraběti Šimonovi z Thunu, jehož rodu patřil až do roku 1945. Na místě středověké tvrze vznikl koncem 17. století barokní zámek, jehož kaple slouží od roku 1855 jako farní kostel.
S účinností od 1. prosince 2006 byl 10. listopadu 2006 obci vrácen status městyse.

## Obecní symboly
Blason znaku
V červeném štítě stříbrný mlýnský kámen převýšený stříbrnými hornickými kladívky na dřevěných násadách přirozené barvy.
Blason vlajky
Červený list s bílým mlýnským kamenem, převýšeným zkříženými bílými hornickými kladívky na hnědých násadách. Poměr šířky k délce listu je 2:3.

## Muzea
- Vlastivědné muzeum na zámku

## Pamětihodnosti

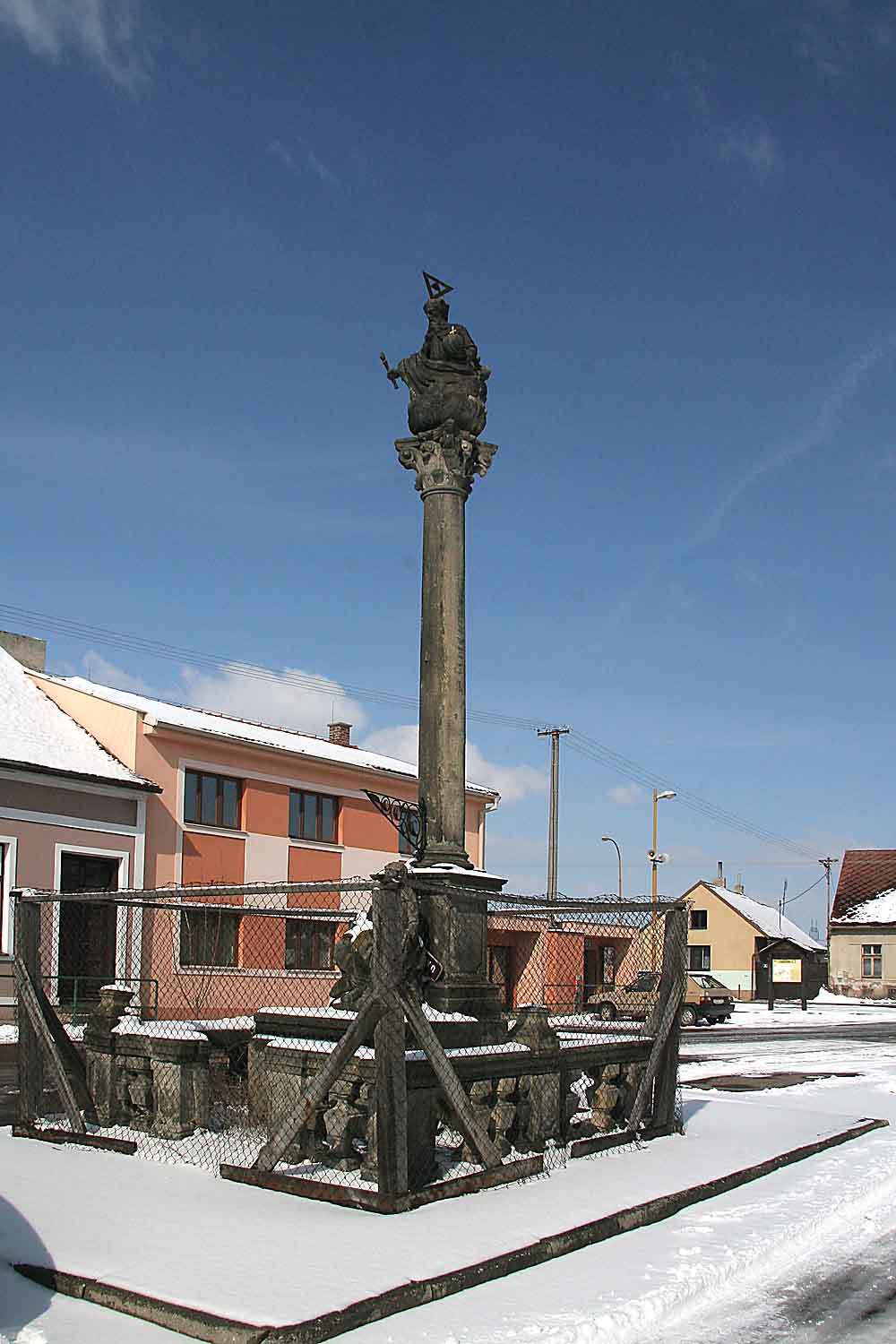
Morový sloup
v Cholticích

- Barokní zámek z let 1683–1695 s kaplí sv. Romedia. Dvoukřídlá jednopatrová budova s arkádami v přízemí jižního křídla a s centrální kaplí, snad podle plánů italského architekta Rossiho de Luca z Pisy, s bohatou štukovou a malířskou výzdobou. Osmiboká kaple s kopulí a lucernou s bohatou štukovou výzdobou a malbami A. Nivolona, oltářní obraz od J. M. Rottmayra, všechno z téže doby.[8]
- Choltická obora, přírodní rezervace u zámku
- Panský dům mezi zámkem a nádražím z konce 17. století s barokním glorietem v zahradě.
- Hřbitovní kaple (rodinná hrobka Thun-Hohensteinů) z roku 1873 (F. Schmoranz)
- Sloup se sochou Nejsvětější Trojice z konce 17. století na náměstí
- Barokní sochy před zámkem z počátku 18. století
- Most přes Zlatý potok
- Zvonice naproti zámku z roku 1863
- Kaplička sv. Antonína na okraji choltické obory

## Osobnosti
- Josef Vojtěch Hellich (1807–1880), malíř a archeolog
- Čeněk Daněk (1826–1893), spoluzakladatel ČKD
- Bohdan Jelínek (1851–1874), básník
- Jaroslav Choltický (1869–1955), spisovatel
- Zdeněk Kutil (1923–1988), herec
- Olga Richterová (* 1985), politička